# Liste der Kulturdenkmale in Karlsruhe-Waldstadt

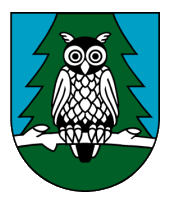
Wappen der Waldstadt

In der Liste der Kulturdenkmale in Karlsruhe-Waldstadt werden die unbeweglichen Bau- und Kunstdenkmale im Karlsruher Stadtteil Waldstadt aufgelistet, die in der städtischen „Datenbank der Kulturdenkmale“ geführt sind. 
Diese Liste ist nicht rechtsverbindlich. Eine rechtsverbindliche Auskunft ist lediglich auf Anfrage bei der Unteren Denkmalschutzbehörde der Stadt Karlsruhe erhältlich.

## Waldstadt
| Bild | Bezeichnung                                      | Lage                                                                     | Datierung | Beschreibung | ID |
| ---- | ------------------------------------------------ | ------------------------------------------------------------------------ | --------- | --- | -- |
|      | Haus Hamm                                        | Albert-Schweitzer-Str. 26                                                | 1963      | Wohnhaus (Bungalow), eingeschossiger Flachdachbau mit Garage, Stahlstützenkonstruktion über massivem Keller, Holzbalkendecken, Belichtung über Oberlichter und Lichtbänder unter der Decke, Schiebetüren und -fenster, Schiebeläden, offener Hof mit Seerosenbecken, Garten mit festen Beeteinfassungen und Wegen, außergewöhnlich vollständige bauzeitliche Ausstattung des Anwesens, nach Plänen des Karlsruher Architekten Hermann Helmut Wiechmann für den Rechtsanwalt Walter Hamm aus Karlsruhe, Gartenplanung durch den Garten- und Landschaftsarchitekten Jürgen Klahn (Büro Jürgen Klahn und Ulrich Singer, Karlsruhe). Geschützt nach § 2 DSchG |    |
|      | Brunnen                                          | Breslauer Straße, Theodor-Heuss-Allee (Flst. 0-70236)                    | 1963      | Der Brunnen von Frido Lehr stammt aus dem Jahr 1963 Geschützt nach § 2 DSchG |    |
|      | Friedensbrunnen                                  | Büchiger Allee, Rintheimer Querallee 4 (Flst. 0-6536/1)                  | 1979      | Der Friedensbrunnen von Jürgen Goertz stammt aus dem Jahr 1979. Geschützt nach § 2 DSchG |    |
|      | Einfamilienhaus                                  | Elbinger Str. 13 (Flst. 0-71293-71294)                                   | 1964      | Das Einfamilienhaus wurde 1964 von Heinz Mohl erbaut. Geschützt nach § 2 DSchG |    |
|      | Reihenhausgruppe                                 | Elbinger Str. 42a, 42b, 42c, 44a, 44b, 44c, 44d (Flst. 0-71199-71209)    | 1962      | Reihenhausgruppe, 1962–1963 von Rainer Disse, Wolfgang Hirsch, Theo Schlüter, Dieter Stahl zur Eigennutzung. Zweimal vier eingeschossige Winkel-Reihenhäuser an einem Wohnweg. Wohnraum Ess- und Elternzimmer öffnen sich mit raumhoher Verglasung und Schiebetüren auf einen Wohnhof. Die Fenster der Kinderzimmer zum Wohnweg sind mit Schiebeläden ausgestattet. Zwischen Eltern- und Kinderzimmer liegen die Bäder, von oben durch das Flachdach belichtet und belüftet. Auf gemauerten und weiß verputzten Wänden tragen dunkelbraune Leimholzbalken die Dachdecke aus hellen Holzbohlen. (D. Stahl, 2015) Geschützt nach § 2 DSchG |    |
|      | Wohnsiedlung Im Eichbäumle (Sachgesamtheit)      | Im Eichbäumle 6 bis 42 (gerade)                                          | 1965–1967 | Die Wohnsiedlung wurde in den Jahren 1965–1967 von Peter und Dorothea Haupt, Ernst Jung geplant und erbaut. Geschützt nach § 2 DSchG |    |
|      | Großherzog-Karl-Friedrich-Denkmal                | Karl-Knierer-Weg (bei Flst. 0-68813), Lange Blöße, Monumenthaus (Gewann) | (?)       | Das Großherzog-Karl-Friedrich-Denkmal, ein Baumstamm aus rotem Sandstein, trägt folgende Inschrift:. GROSHERZOG CARL FRIDERICH VON BADEN ERLEGTE HIER ZWEI WEISSE HIRSCHE DEN ERSTEN VON SECHZEHN END, AM 25ten SEPTEMBER 1807; DEN ZWEYTEN, EINEN ACHTZEHNENDER, DEN DARAUF GEFOLGTEN 2ten OCTOBER. DIES WAR DER LEZTE WEISSE HIRSCH, WELCHER DURCH DIE HAND DES UNVERGESSLICHEN ERLEGET WARD. EINST HOB VOM ALTER HALB ENTLAUBT EIN AHORN HIER SEIN HEILIG HAUPT, VON KEINEM BEILE JE VERLETZT WARD HOCH UND THEUER ER GESCHAETZT; DOCH DA SICH DAUERND NICHTS ERHAELT, HAT ENDLICH IHN DER STURM GEFAELLT. JETZT SPROST IN IUGENDLICHEM FLOR EIN KRAEFTIG NEU GESCHLECHT HERVOR, UND DURCH DIES LEBEND DENKMAAL EHRT DEN EINZIGEN, DER NUN V[ERKL]AERT ALS SCHUTZGEIST BLICKT AU[FS VAT]ERLAND, DES ENKELS UND DES SOHNES HAND. Geschützt nach § 2 DSchG |    |
|      | Prinz-Ludwig-Wilhelm-Denkmal                     | Karl-Knierer-Weg (Flst. 0-68813), Östlicher Wildpark (Gewann)            | nach 1885 | Das Prinz-Ludwig-Wilhelm-Denkmal ist aus natürlichem unbehauenem hellen Sandstein. In der queroval ausgenommenen Vertiefung steht die Inschrift: „Hier erlegte / der Hochselige Prinz / Ludwig Wilhelm v. Baden / seinen letzten Dambock / am 28. Dez: 1885“ Geschützt nach § 2 DSchG |    |
|      | Evangelische Emmaus-Kirche mit Gemeindezentrum   | Königsberger Str. 35                                                     | 1965/66   | Das Evangelische Emmaus-Kirche mit Gemeindezentrum ist ein zeltartiger Kirchenbau mit frei stehendem Glockenturm. Im Inneren befindet sich ein Betonrelief des Stuttgarter Künstlers Gruner „Moses schlägt Wasser aus dem Felsen“. Auch die atriumartige Anfügung des eingeschossigen Gemeindezentrums mit offenem Wandelgang ist 1965/66 nach Plänen des Architekten Peter Salzbrenner aus Stuttgart geschaffen worden. Geschützt nach § 2 DSchG |    |
|      | Katholische Pfarrkirche und Pfarrhaus St. Hedwig | Königsberger Str. 55 (Flst. 0-66534)                                     | 1965–1967 | Die Katholische Pfarrkirche und Pfarrhaus St. Hedwig wurde errichtet nach Plänen von Friedrich Zwingmann, 1965–67. Die künstlerische Innen- und Außengestaltung ist von Emil Wachter. Im Jahr 1980 wiederum farbige Außen- und Innenfassung durch Emil Wachter. Geschützt nach § 2 DSchG |    |
|      | Wohnhaus                                         | Neidenburger Str. 15 (Flst. 0-71238/1)                                   | 1965      | Das Wohnhaus stammt von Dorothea und Peter Haupt aus dem Jahr 1965. Geschützt nach § 2 DSchG |    |
|      | Kauzbrunnen                                      | Neisser Straße 12 (bei)                                                  | 1996      | Kauzbrunnen im Innenhof des Waldstadt-Zentrums, Laufbrunnen mit vierpassartigem Brunnenbecken, Betonplastiken von Tieren und Menschen, von Emil Wachter. Geschützt nach § 2 DSchG |    |
|      | Wohnhaus, heute Arztpraxis                       | Tilsiter Str. 10 (Flst. 0-70301)                                         | 1960      | Das Wohnhaus, heute eine Arztpraxis, ist ein zweigeschossiger und traufständiger Klinkerbau, um 1960 erstellt. Denkmaleigenschaft wird geprüft |    |
|      | Wohnhaus                                         | Tilsiter Str. 2 (Flst. 0-70297)                                          | 1957      | Das Wohnhaus, ein zweigeschossiger Klinkerbau mit Satteldach und angeschlossener Garage, wurde nach Plänen von Erich Rossmann für Otto Rörig im 1957 erbaut. Denkmaleigenschaft wird geprüft |    |